# Acidocroton montanus
Acidocroton montanus är en törelväxtart som beskrevs av Ignatz Urban och Erik Leonard Ekman. Acidocroton montanus ingår i släktet Acidocroton och familjen törelväxter. Inga underarter finns listade i Catalogue of Life.